# لوكيميا نخاعية
الابيضاض النخاعي أو اللوكيميا النخاعية أو ابيضاض الدم النقياني أو سرطان الدم النخاعي هو نوع من ابيضاض الدم يؤثر على النسيج النخاعي.
الأنواع تشمل:
- الابيضاض النخاعي الحاد.
- الابيضاض النخاعي المزمن.